# Snor (vogel)
De snor (Locustella luscinioides) is een zangvogel uit de familie Locustellidae. De vogel werd in 1824 door de Italiaanse geoloog en vogelkundige  Paolo Savi geldig beschreven als vogel uit het geslacht Sylvia. De Engelse naam is Savi's warbler. Het is een typische moerasvogel die leeft in rietvelden en vaak eerder gehoord dan gezien wordt.

## Kenmerken
De vogel is 13,5 tot 15 cm lang. Uiterlijk lijkt de vogel sterk op de kleine karekiet. Beide soorten zijn overwegend bruingrijs van boven, licht van onder en met een smalle lichte oogstreep. De snor is iets meer groenig op de rug en heeft licht roodbruine, gerande onderstaartdekveren. De vogel laat een "snorrende" zang horen die lijkt op die van de sprinkhaanzanger, die ook in rietvelden leeft, maar dan vaak in combinatie met struikgewas.

## Leefwijze
Het voedsel bestaat uit insecten, larven en spinnen.

## Voortplanting
Het legsel bestaat uit vier tot zes witte eieren met paarsgrijze ondervlekken en bruine vlekken.

## Verspreiding en leefgebied
De soort telt drie ondersoorten:
- L. l. luscinioides: van Europa tot het Oeralgebergte en de Balkan, noordwestelijk Afrika.
- L. l. sarmatica: oostelijk Oekraïne en zuidelijk Europees Rusland.
- L. l. fusca: van Turkije en Jordanië tot Kazachstan.

Het leefgebied bestaat uit uitgestrekte rietvelden met voornamelijk hoog riet (Phragmites australis) en niet te veel afwisseling met andere oevervegetatie.

## Status
De snor heeft een groot verspreidingsgebied en daardoor is de kans op de status kwetsbaar (voor uitsterven) gering. De grootte van de wereldpopulatie werd in 2015 geschat op 0,8 tot 1,5 miljoen individuen en de trend is stabiel. Om deze redenen staat deze soort als niet bedreigd op de Rode Lijst van de IUCN.

### Status in Nederland en Vlaanderen
De snor nam in Nederland toe toen de Flevopolders droogvielen en daarin enorme rietvelden ontstonden. Elders in Nederland bleek dat de vogel juist in aantal afnam. Tussen 1965 en 1991 zou de soort in het westen van Nederland met 60 tot 80% zijn achteruitgegaan. Daarom is de snor op de Nederlandse rode lijst gezet als kwetsbare soort. Volgens Sovon Vogelonderzoek Nederland steeg echter het aantal broedparen in de periode 1990 tot 2020 en broeden er in 2020 ongeveer 2800-3600 paar in Nederland. De soort staat op de Vlaamse rode lijst als ernstig bedreigd. Het aantal broedparen daar bedroeg in de periode 2013-2018 slechts 15-45.

## Video
- Snor in Nieuwkoop, Zuid-Holland